# Черноглазовы
Черноглазовы — русский дворянский род, известный с последней четверти XVII века. Дворянство получено в 1685 году. По определению Слободско-Украинского Дворянского Собрания внесён в 6 часть дворянской Родословной книги в число древнего дворянства. Позже, род Черноглазовых был внесён в Родословные книги Дворянских Депутатских собраний Курской и Полтавской губерний.

## История
Один из видных представителей рода Александр Дементьевич Черноглазов в 1713 году за доставку важнейших документов из Константинополя в Санкт-Петербург, к царскому Двору, был пожалован чином капитана и направлен на службу в Сибирский драгунский полк, в 1733 году переведён в Харьковский слободской казачий полк, в 1738 году за участие в военной кампании и походах во время русско-турецкой войны, назначен полковым судьёй. Проживал в слободе Люботин, имел крепостных (9 дворов, 18 душ). Из архивных документов известно, что в 1741 году по прошению харьковского полкового судьи А. Д. Черноглазова властями разрешено было построить храм Святой Параскевы в с. Люботине.
Сыновья судьи — прапорщик (1767) Александр Александрович и капитан Константин Александрович владели значительными наделами земли в окрестностях слободы Люботин. У Черноглазовых было поместье и в Валковском комиссариатстве.
В 1764 году Константин Александрович был избран сотником Люботинской сотни Харьковского слободского казачьего полка и был в этой должности около года вплоть до упразднения полка.
Другой сын Александра Дементьевича — отставной поручик (1767) Григорий Александрович был помещиком в слободе Мартовое (Хотомлянское комиссариатство).
Так как род Черноглазовых был записан в шестую часть дворянской родословной книги, то представители этого рода имели право зачисления сыновей для обучения в Пажеский корпус, Царскосельский лицей и в училище правоведения. В начале XIX века некоторые Черноглазовы воспользовались этой возможностью и были направлены в эти учебные заведения для получения образования. Со временем, они выдвинулись в число высшей чиновной бюрократии или в офицеры элитных гвардейских полков Российской империи. Появилась петербургская ветвь этого рода.
Оставшаяся в Малороссии часть рода и потомки расселились по Харьковской, Екатеринославской, Полтавской губерниям.

## Описание герба
В щите, имеющем золотое поле, находится чёрный двуглавый орёл с распростёртыми крыльями, с одной на каждом серебряной звездой. Посредине этого орла перпендикулярно имеется полоса голубого и красного цвета, на этой полосе изображён глаз и под ним крестообразно положены серебряные меч и шпага. Щит увенчан дворянскими шлёмом и короной со страусиными перьями. Намёт на щите золотой, подложенный красным.

## Известные представители
- Владимир Григорьевич Черноглазов (1807—1886) — судебный деятель, сенатор, действительный тайный советник.
- Александр Григорьевич Черноглазов (2 марта 1804 — 25 ноября 1854 Санкт-Петербург) — русский издатель, офицер лейб-гвардии Преображенского полка, брат предыдущего.
- Порфирий Дмитриевич Черноглазов (1856—1939) — генерал-майор, герой Первой мировой войны.